# Chandrika
Chandrika is een Malayalam-dagblad, dat wordt uitgegeven in de Indiase deelstaat Kerala. Het is het orgaan van de Indian Union Muslim League in Kerala. De krant werd in 1934 opgericht in Thalassery. De broadsheet komt uit in verschillende edities, ook in het buitenland: Kozhikode, Kannur, Malappuram, Kochi, Trivandrum, Doha, Dubai, Riyad en Jeddah. De eigenaar is Muslim Printing and Publishing Co. Ltd.